# USS Varuna (1861)
Pour les autres navires du même nom, voir USS Varuna.
L'USS Varuna (1861) est un bateau à vapeur lourd (de 1 300 tonnes) acquis par la marine de l'Union aux premiers jours de la guerre de Sécession. Il est muni de puissants canons de 8 pouces (203 mm) et affecté, en tant que canonnière, au blocus de l'Union des voies navigables des États confédérés d'Amérique.

## Construit au Connecticut
Le Varuna, le premier navire marine américaine à porter ce nom, est à l'origine destiné la marine marchande entre la ville de New York et la Nouvelle-Orléans. Il est prévu à la fin de janvier ou au début février 1861 au chantier Mallory, de Mystic, Connecticut ; le lancement a lieu en septembre de l'année suivante ; et il est acheté par la marine à la ville de New York, le 31 décembre 1861.

## Guerre de Sécession

### Participation au blocus de l'Union
Le 10 février 1862, il reçoit l'ordre de rester à New York jusqu'à ce que le Monitor soit prêt pour l'action, afin qu'il escorte le nouveau cuirassier de New York à Hampton Roads, en Virginie, pour protéger les navires avec une coque en bois du blocus de l'Union contre le navire bélier du Sud CSS Virginia.
Cependant, ces ordres sont révoqués plus tard le même jour ; et le Varuna est affecté au nouvel escadron du blocus du golf de l'ouest. En cours de route vers le sud fin février, le Varuna fait escale à Port-Royal, en Caroline du Sud, pour des réparations, où le navire du capitaine de frégate Charles S. Boggs, assume temporairement le commandement du port, le 24 février, au cours de l'absence de Samuel F. Du Pont. La canonnière rejoint finalement l'escadron du blocus du golfe de l'ouest du contre-amiral David G. Farragut, le 6 mars.

### Opérations sur le fleuve Mississippi
Le 24 avril 1862, le Varuna est avec l'escadron au cours de la course audacieuse de nuit de Farragut qui passe devant les ouvrages confédérés gardant le Mississippi, sous la Nouvelle-Orléans – fort Jackson et fort St. Philippe.

### LeVarunacoulé en action
Au plus fort de la mêlée, le Varuna est percuté à deux reprises par le bateau à vapeur CSS Gouvernor Moore et frappé deux fois à nouveau, immédiatement après, par le navire bélier coton-clad CSS Stonewall Jackson. Après le choc du Varuna, le lieutenant de la marine confédéré Beverly Kennon, commandant un des navires de guerre confédérés, le Gouvernor Moore – est dans l'impossibilité de faire baisser suffisamment ses canons pour tirer sur le navire de l'Union. Donc, il tire par la proue de son propre navire et utilise le trou comme un sabord.
Endommagé fatalement, le Varuna s'extirpe des navires confédérés et continue de les soumettre à un feu s'étiolant jusqu'à ce que la montée des eaux fasse taire ses canons. Huit marins du Varuna reçoivent la médaille d'honneur pour leurs actions au cours de la bataille : le matelot Thomas Bourne, landsman Amos Bradley, le capitaine du gaillard d'avant John Greene, le mousse de troisième classe George Hollat, le matelot William Martin, le quartier-maître John McGowan, le barreur William McKnight, et le mousse de deuxième classe Oscar E. Peck,.

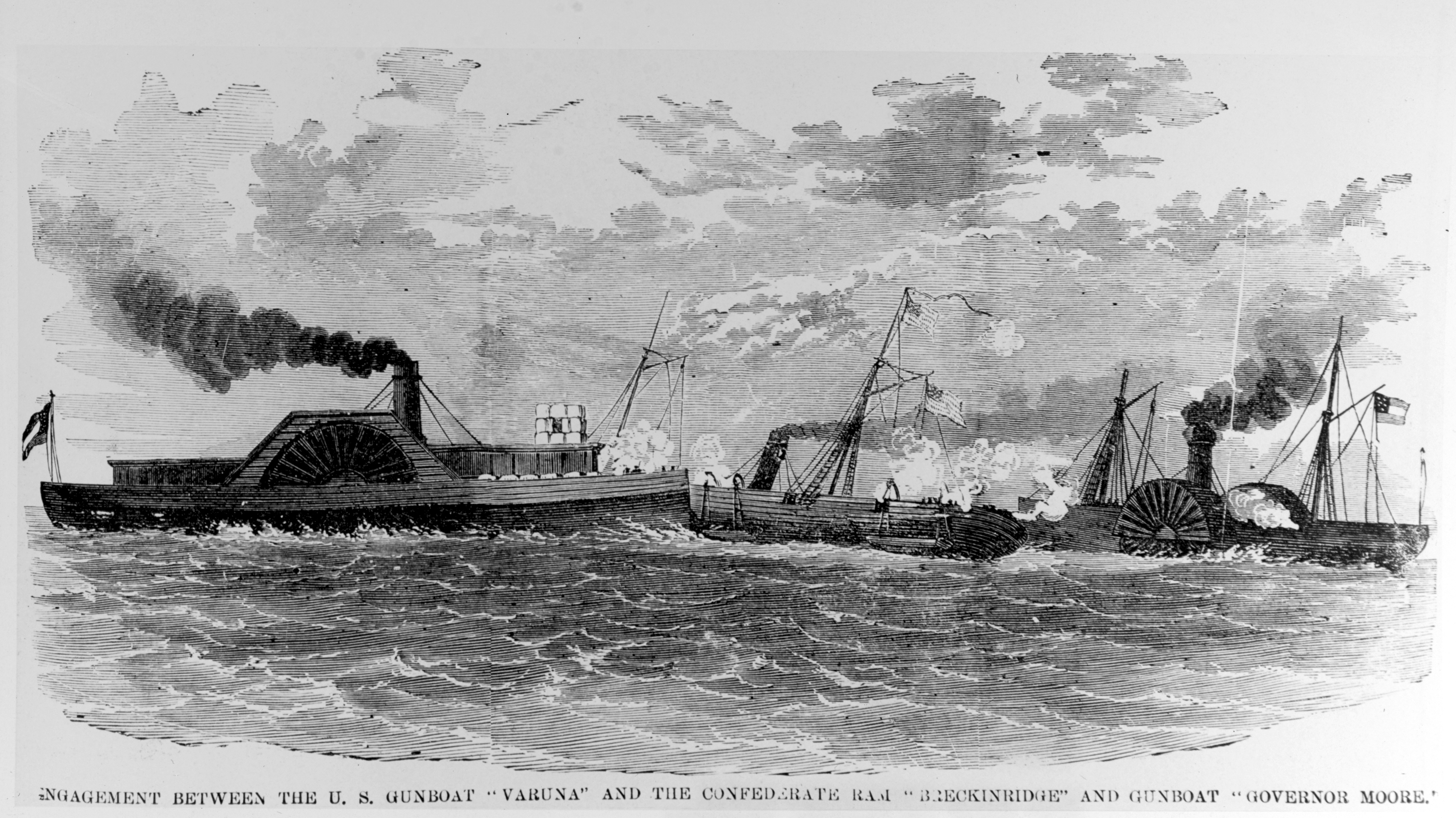
L'USS Varuna au combat avec des navires de guerre confédérés.

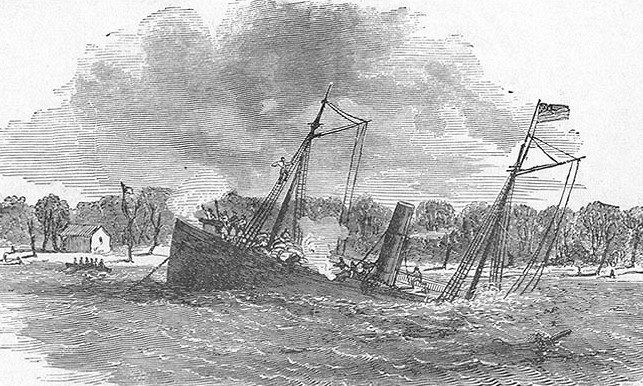
Le naufrage de l'USS Varuna.

### Varunaà l'honneur avec un poème
La victoire sensationnelle du contre-amiral Farragut et la capture de la Nouvelle-Orléans qui s'ensuit électrisent le Nord. La participation du Varuna dans le triomphe de l'Union est bientôt commémoré dans le poème de George Henry Boker, « Le Varuna », qui est publié dans le Philadelphia Press le 12 mai.